# 439 km
439 km (ros. 439 км) – przystanek kolejowy w sąsiedztwie miejscowości Ryżykowo, w rejonie rudniańskim, w obwodzie smoleńskim, w Rosji. Położony jest na linii Smoleńsk - Witebsk.